# Estatura
L'estatura humana és la distància des de la part inferior dels peus fins a la part superior del cap en un cos humà, estant dret. Es mesura mitjançant un tallímetre.
Varia d'acord amb la genètica i la nutrició. El genoma humà particular que un individu transmet la primera variable i una combinació de salut i factors del medi, com ara dieta, exercici i les condicions de vida presents abans de l'edat adulta, quan el creixement s'atura, constitueixen el determinant ambiental.
L'estatura també és important perquè està estretament correlacionada amb altres components sanitaris, com l'esperança de vida. Els estudis demostren que hi ha una correlació entre l'estatura petita i una esperança de vida més llarga. També és més probable que les persones de poca alçada tinguin una pressió arterial més baixa i tinguin menys probabilitats d’adquirir càncer. La Universitat de Hawaii ha descobert que el "gen de longevitat" FOXO3 que redueix els efectes de l'envelliment es troba amb més freqüència en individus de petites dimensions corporals. L'estatura curta disminueix el risc d'insuficiència venosa.
Quan les poblacions comparteixen antecedents genètics i factors ambientals, l'estatura mitjana és una característica comú en el si del grup.
Excepcionalment l'alçada varia (al voltant del 20% de desviació mitjana) dins d'aquesta població, és en general a causa de gegantisme o nanisme, que són condicions mèdiques a causa de gens específics o d'anormalitats endocrines.
En les regions de pobresa extrema o prolongada guerra, els factors ambientals com la desnutrició durant la infància i l'adolescència pot donar compte de marcades reduccions en l'estatura d'adults, fins i tot sense la presència de qualsevol d'aquestes condicions mèdiques.
Aquesta és una raó per la qual les poblacions immigrants de regions d'extrema pobresa a les regions d'abundància poden mostrar un augment en l'estatura, tot i que comparteixen el mateix patrimoni genètic.
L'alçada és un tret de dimorfisme sexual, ja mitjana per a cada sexe dins d'una població és significativament diferent, amb els homes adults tenint una mitjana més alt que les dones adultes.
Aquesta diferència pot atribuir a diferències de sexe cromosòmic, XY (home) en contraposició a XX (femella).
Les dones generalment arriben seva major alçada a una edat més primerenca que els homes.
El creixement s'atura quan els ossos llargs deixen de prolongar, el que passa amb el tancament de les plaques epifisari.

## L'estatura en el temps
L'escriptor Ajmad Ibn Fadl i altres europeus suggerien que els vikings eren molt alts. En realitat les troballes arqueològiques, les investigacions científiques i les avaluacions del que queda dels artefactes vikings són coherents: l'alçada mitjana dels vikings era des 1,67-1,75 m.
Els guerrers vikings nòmades eren de menor alçada que els sedentaris que vivien a Escandinàvia, per la seva dieta més pobre.
En molts països, al llarg del segle XX va augmentar l'estatura mitjana produïda per una millor alimentació.

## Estatura i esport
L'estatura pot ser, en alguns casos, un requisit físic per poder accedir a determinats esports.
A la gimnàstica és important tenir una estatura més baixa, ja que cal major mobilitat i musculatura especialment en les barres. D'altra banda en el bàsquet els jugadors solen tenir una alçada superior a la mitjana de la població general per poder assolir amb més facilitat el cèrcol de bàsquet.

## Alçada mitjana en diversos països
| País/Regió                  | Alçada mitjana (homes) | Alçada mitjana (dones) | Mostra de població/ rang d'edats          | Metodologia                | Any       | Font          |
| --------------------------- | ---------------------- | ---------------------- | ----------------------------------------- | -------------------------- | --------- | ------------- |
| Alemanya                    | 178,8 cm               | 165,0 cm               | Tota la població                          |                            | 2005      | [ 5 ] [ 6 ]   |
| Argentina                   | 174,4 cm               | 163 cm                 | 18-19                                     | mesurats                   | 2001      | [ 7 ]         |
| Austràlia                   | 176,2 cm               | 167,0 cm               | 18+                                       | mesurats                   | 1995      | [ 8 ]         |
| Austràlia                   | 178,4 cm               | 163,9 cm               | 18-24                                     | mesurats                   | 1995      | [ 8 ]         |
| Bahrain                     | 165,1 cm               | 154,7 cm               | 19+                                       | mesurats                   | 2002      | [ 9 ]         |
| Bèlgica                     | 176,6 cm               | 163,3 cm               | Adults                                    |                            |           | [ 10 ]        |
| Brasil                      | 173,0 cm               | 162,0 cm               | 21-65                                     | mesurats                   | 2003      | [ 11 ] [ 12 ] |
| Camerun                     | 170,6 cm               | 161,3 cm               | Urbans                                    | mesurats                   | 2003      | [ 13 ]        |
| Canadà                      | 174,0 cm               | 161,0 cm               | Adults                                    | mesurats                   | 2005      | [ 14 ]        |
| Xina                        | 164,8 cm               | 154,5 cm               | 30-65                                     | mesurats                   | 1997      | [ 15 ]        |
| Xile                        | 165 cm                 | 153 cm                 | alçada mitjana                            | mesurats                   | 2004      | [ 16 ]        |
| Xile                        | 175 cm                 | 163 cm                 | classe social alta ABC1-C2                |                            | 2004      | [ 17 ]        |
| Xile                        | 172 cm                 | 160 cm                 | classe social mitjana C3-D1               |                            | 2004      | [ 17 ]        |
| Xile                        | 169 cm                 | 155 cm                 | classe social baixa                       |                            | 2004      | [ 17 ]        |
| Colòmbia                    | 170,6 cm               | 158,6 cm               | 18-22                                     | mesurats                   | 2002      | [ 18 ]        |
| Corea del Sud               | 173,9 cm               | 161,1 cm               | 17                                        |                            | 2006      | [ 19 ]        |
| Costa d'Ivori               | 170,1 cm               | 159,1 cm               | 25-29                                     | mesurats                   | 1985-1987 | [ 20 ]        |
| Dinamarca                   | 180,6 cm               |                        | 19 (conscriptes)                          | mesurats                   | 2006      | [ 21 ]        |
| Equador                     | 170 cm                 | 160 cm                 |                                           |                            |           |               |
| Espanya                     | 176 cm                 | 162,0 cm               | 21                                        | mesurats                   | 2000      | [ 22 ]        |
| Estats Units (Sud de Texas) | 173,0 cm               | 160,0 cm               | 17 (mexicà-nord-americans)                | mesurats                   | 1998-1999 | [ 23 ]        |
| Estònia                     | 179,1 cm               |                        | 17                                        |                            | 2003      | [ 24 ]        |
| Filipines                   | 163,5 cm               | 151,8 cm               | 20-39                                     | mesurats                   | 2003      | [ 25 ]        |
| Finlàndia                   | 178,2 cm               | 164,7 cm               | 15-64                                     | Informat per ells mateixos | 2004      | [ 26 ]        |
| França                      | 174,1 cm               | 161,9 cm               | 20+                                       | mesurats                   | 2003      | [ 27 ]        |
| Gàmbia                      | 168,0 cm               | 157,8 cm               | 1921-1949 (rurals)                        | mesurats                   |           | [ 28 ]        |
| Ghana                       | 169,5 cm               | 158,5 cm               | 25-29                                     | mesurats                   | 1987-1989 | [ 20 ]        |
| Grècia                      | 176,1 cm               |                        | 18-26                                     | mesurats                   | 2006      | [ 29 ]        |
| Guatemala (poble maia)      | 157,5 cm               | 142,2 cm               | 20                                        |                            |           | [ 30 ]        |
| Hong Kong                   | 171,0 cm               | 158,8 cm               | 17                                        |                            | 2005-2006 | [ 31 ]        |
| Hongria (Debrecen)          | 179,1 cm               | 165,8 cm               | Estudiants universitaris                  |                            | 1986-1992 | [ 32 ]        |
| Islàndia                    | 181,7 cm               | 167,6 cm               | 20                                        |                            |           | [ 33 ]        |
| Índia                       | 165,3 cm               |                        | 20                                        | mesurats                   | 2005-2006 | [ 34 ]        |
| Índia                       | 161,2 cm               | 152,1 cm               | 17+                                       | mesurats                   | 2007      | [ 35 ]        |
| Indonèsia                   | 158,0 cm               | 147,0 cm               | 50+                                       | Informat per ells mateixos | 1997      | [ 36 ]        |
| Indonèsia, Bali Oriental    | 162,4 cm               | 151,3 cm               | 19-23                                     | mesurats                   | 1995      | [ 37 ]        |
| Iran                        | 173,4 cm               | 159,9 cm               | 21-25                                     | mesurats                   | 2005      | [ 38 ]        |
| Iraq                        | 165,4 cm               | 155,8 cm               | 18-44                                     | mesurats                   | 1999-2000 | [ 39 ]        |
| Israel                      | 175,6 cm               | 162,7 cm               | 20-30                                     | mesurats                   | 1980-2000 | [ 40 ]        |
| Itàlia (centre i nord)      | 176,0 cm               | 163,2 cm               | 20                                        |                            | 1994-2000 | [ 41 ]        |
| Itàlia (sud)                | 174,2 cm               | 160,8 cm               | 20                                        |                            | 1994-2000 | [ 41 ]        |
| Jamaica                     | 171,8 cm               | 160,8 cm               | 25-74                                     | mesurats                   | 1994-1996 | [ 42 ]        |
| Japó                        | 172,1 cm               | 158,8 cm               | 20-24                                     |                            | 2006      | [ 43 ]        |
| Lituània                    | 181,3 cm               | 167,5 cm               | 18                                        | mesurats                   | 2005      | [ 44 ]        |
| Malàisia                    | 164,7 cm               | 153,3 cm               | 20+                                       | mesurats                   | 1996      | [ 45 ]        |
| Malta                       | 169,0 cm               | 159,0 cm               | Adults                                    | Informat per ells mateixos | 2003      | [ 46 ]        |
| Malta                       | 175,2 cm               | 163,8 cm               | 25-34                                     | Informat per ells mateixos | 2003      | [ 46 ]        |
| Malawi                      | 166,0 cm               | 155,0 cm               | 1916-1960 (urbans)                        | mesurats                   | 2000      | [ 47 ]        |
| Mali                        | 171,3 cm               | 160,4 cm               | Adults rurals                             | mesurats                   | 1992      | [ 48 ]        |
| Mèxic                       | 167,0 cm               | 151,0 cm               | 50+                                       | mesurats                   | 2004      | [ 49 ]        |
| Mèxic (Estat de Morelos)    | 167,0 cm               | 155,0 cm               | Adults                                    | mesurats                   | 1998      | [ 50 ]        |
| Nova Zelanda                | 177,0 cm               | 165,0 cm               | 19-45                                     | Estimate                   | 1993-2007 | [ 51 ]        |
| Nova Zelanda                | 174,5 cm               | 163,0 cm               | 45-65                                     | Estimate                   | 1993-2007 | [ 51 ]        |
| Nigèria                     | 163,8 cm               | 157,8 cm               | 25-74                                     | mesurats                   | 1994-1996 | [ 42 ]        |
| Noruega                     | 179,9 cm               | 167,2 cm               | 1918-1919 (conscriptes); dones desconegut | mesurats                   | 2007      | [ 52 ]        |
| Països Baixos               | 184,8 cm               | 168,7 cm               | 20-30                                     | mesurats                   | 2004      | [ 53 ]        |
| Perú                        | 164,0 cm               | 151,0 cm               | 20+                                       | mesurats                   | 2005      | [ 54 ]        |
| Portugal                    | 172,8 cm               |                        | 21 (conscriptes)                          | mesurats                   | 1998-1999 | [ 55 ]        |
| Regne Unit                  | 175,2 cm               | 161,6 cm               | 16+                                       | mesurats                   | 2006      | [ 56 ]        |
| Regne Unit                  | 176,8 cm               | 163,7 cm               | 16-24                                     | mesurats                   | 2006      | [ 56 ]        |
| República Txeca             | 180,3 cm               | 167,3 cm               | 18                                        | mesurats                   | 2001      | [ 57 ]        |
| Romania                     | 172,0 cm               | 157,0 cm               | Tota la població                          | mesurats                   | 2007      | [ 58 ]        |
| Singapur                    | 170,6 cm               | 160,0 cm               | 17-25                                     |                            | 2003      | [ 59 ]        |
| Sud-àfrica                  | 169,0 cm               | 159,0 cm               | 25-64                                     | mesurats                   | 1998      | [ 60 ]        |
| Suècia                      | 180,0 cm               | 166,9 cm               | 16-24                                     | mesurats.                  | 2005      | [ 62 ]        |
| Suïssa                      | 175,4 cm               | 164,0 cm               | 20-74                                     | mesurats                   | 1987-1994 | [ 63 ]        |
| Suïssa                      | 178,1 cm               |                        | conscriptes,18-21                         | mesurats                   | 2005      | [ 64 ]        |
| Taiwan                      | 171,4 cm               | 159,7 cm               | 18/05                                     |                            |           | [ 65 ]        |
| Tailàndia                   | 167,5 cm               | 157,3 cm               | 18+(estudiants universitaris)             | Informat per ells mateixos | 1991-1995 | [ 66 ]        |
| Turquia                     | 176,1 cm               | 162,0 cm               | 18-29                                     | mesurats                   | 2006      | [ 67 ]        |
| Veneçuela                   | 170,0 cm               | 160,5 cm               | Tota la població                          | mesurats                   | 1981-1987 | [ 68 ]        |
| Vietnam                     | 162,1 cm               | 152,2 cm               | 25-29                                     | mesurats                   | 1992-1993 | [ 20 ]        |